# Maksim Kovalevskij

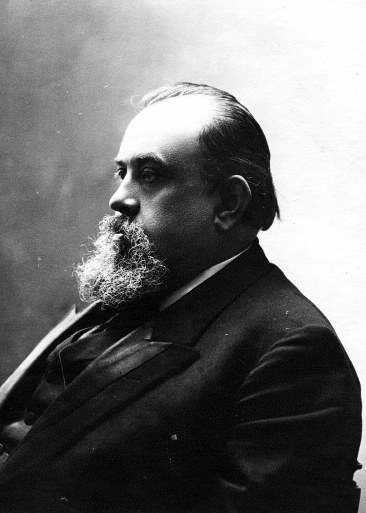
Maksim Kovalevskij

Maksim Maksimovitj Kovalevskij (ryska: Максим Максимович Ковалевский), född 8 september (gamla stilen: 27 augusti) 1851 i Charkov, död 5 april (gamla stilen: 23 mars) 1916 i Petrograd, var rysk jurist, historiker, sociolog och politiker. 
Efter studier vid Charkovs universitet och i utlandet blev han lärare i allmän statsrätt vid Moskvauniversitetet, men berövades 1887 av politiska skäl sin lärarbefattning och vistades därefter utomlands till 1904. Han föreläste 1887 vid Stockholms högskola, 1888 i Oxford, var därefter i flera år professor vid universitetet i Bryssel och föreläste även i bland annat samhällsvetenskap och rysk civilrätt vid högskolor i Paris och San Francisco. 
Efter sin återkomst till Ryssland anställdes Kovalevskij 1905 som lärare vid polytekniska institutet i Sankt Petersburg. Han tog livlig del i den framstegsvänliga politiska rörelsen, anslöt sig till Kadettpartiet, var 1906 medlem av första statsduman och valdes senare till medlem av riksrådet. 
Bland Kovalevskijs skrifter märks förutom två större arbeten på ryska (om den moderna demokratins uppkomst och Europas ekonomiska utveckling) Tableau des origines et de l'evolution de la famille et de la propriété (1890), Droit coutumier ossétien (1893), Le régime économique de la Russie (1898), La fin d'une aristocratie, ou Chute de la république de Venise (1899), La crise russe (1906), L'agriculture en Russie (1906), La France économique et sociale à la veille de la revolution (två band, 1909-11) och La Russie sociale (1914).